# Торе Гарга (Козенца)
Торе Гарга је насеље у Италији у округу Козенца, региону Калабрија.
Према процени из 2011. у насељу је живело 9 становника. Насеље се налази на надморској висини од 1258 м.